# 富蘭克林 (印第安納州)
39°29′23″N 86°3′24″W / 39.48972°N 86.05667°W
富蘭克林是美国印地安納州約翰遜縣的一座城市。根据2000年人口普查的数据市内有19,463名居民。它是約翰遜縣的县府。它是以本傑明·富蘭克林命名的。

## 地理
富蘭克林的地理位置为北纬39°29'23"，西经86°3'24"。
根据美国人口调查局的数据富蘭克林的总面积为29.2平方公里，全部由陆地面积组成。

## 人口
按照2000年人口普查的数据富蘭克林有19,463名居民，分6,824户，4,872个家庭。市内人口密度为667.4人每平方公里。其中白人占96.69%、美洲黑人占1.18%、美洲土著人占0.18%、亚洲人占0.51%、太平洋土著人占0.05%、其它人种占0.59%。0.81%的人是混血儿。西班牙裔和拉丁美洲裔的人占1.31%。
市内6,824户中有37.6%有18岁以下的未成年人、54.7%是结婚夫妇、12.5%是带孩子的单身妇女、28.6%不是家庭、23.6%是单身汉、8.4%有65岁以上的老年人。平均每户有2.58人。家庭的平均大小为3.04人。
市内的人口结构为26.0%在18最以下、11.5%在18至24岁之间、29.9%在25至44岁之间、16.8%在45至64岁之间、15.8%在65岁以上。平均年龄为33岁。女子对男子的性别比为100：88.3。18岁以上的成年人的性别比为100：83.4。
市内户的平均年收入为45,414美元，家庭的平均年收入为52,304美元。男子的平均年收入为37,509美元、女子的平均年收入为25,601美元。人均年收入为18,937美元。约4.5%的家庭或者7.6%的居民生活在贫困线以下，其中包括7.7%的未成年人和10.3%的老年人。

## 名人
- 保罗·麦克纳特，印地安納州州长（任期1933年至1937年），1891年7月19日出生于富蘭克林